# سيث باين
سيث باين (بالإنجليزية: Seth Payne)‏ هو لاعب كرة قدم أمريكية أمريكي، ولد في 12 فبراير 1975 في كليفتون سبرينغز في الولايات المتحدة.

## وصلات خارجية
- سيث باين على موقع مرجع كرة القدم المحترفة.كوم (الإنجليزية)